# Morrison Waite
Morrison Remick Waite (29 de Novembro de 1816 – 23 de Março de 1888) foi Chefe de Justiça dos Estados Unidos de 4 de março de 1874 a 23 de março de 1888.